# Stuttgart Neckarpark
Stuttgart-Gottlieb-Daimler-Stadion – przystanek kolejowy w Stuttgarcie, w kraju związkowym Badenia-Wirtembergia, w Niemczech. Znajdują się tu 2 perony.